# Bohadschia
Genre
Bohadschia est un genre de concombre de mer tropicaux de la famille des Holothuriidae.

## Description et caractéristiques
Ce genre contient des holothuries de grosse taille, relativement communes dans l'Indo-Pacifique tropical. Aucune espèce n'en est connue dans l'Atlantique, ou dans des eaux tempérées. Toutes sont pourvues de tubes de Cuvier, certaines espèces les éjectant au moindre contact. On les distingue facilement du genre Actinopyga par l'absence de dents anales, même si les replis cutanés autour de l'anus peuvent cependant parfois prêter à confusion. 
Ces holothuries sont équipées de 20 tentacules buccaux, d'un arrangement des podia et papilles assez irrégulier (contrairement aux Actinopyga), d'un derme épais (entre 1 et 15 mm chez les spécimens secs), et sont généralement de belle taille, pouvant dépasser les 40 cm de long. 
Les ossicules dermiques des holothuries du genre Bohadschia sont extrêmement simples (principalement des rosettes et des grains perforés), et relativement peu utiles pour l'identification des espèces (d'où l'histoire mouvementée de la description de ce genre), qui se fait principalement sur des critères visuels, comportementaux et géographiques. Les espèces actuelles sont cependant bien délimitées d'un point de vue génétique, même si B. marmorata, B. vitiensis et B. koellikeri ont souvent été proposées comme synonymes à cause de leur grande proximité phénotypique (deux autres, B. similis et B. tenuissima, ont pour leur part été synonymisées avec B. vitiensis). 
Il est à noter que les espèces Bohadschia argus et Bohadschia vitiensis semblent pouvoir s'hybrider fréquemment dans la nature.
Ce genre a été nommé par Georg Friedrich von Jäger en 1833, en l'honneur du biologiste marin tchèque Joannes Baptista Bohadsch (1724-1772), auteur en 1761 d'un ouvrage intitulé De quibusdam animalibus marinis.

## Liste des espèces
Selon World Register of Marine Species (21 novembre 2013) :
- Bohadschia argus Jaeger, 1833 -- Océan Pacifique (tropical)
- Bohadschia atra Massin, Rasolofonirina, Conand & Samyn, 1999 -- Océan Indien
- Bohadschia bivittata (Mitsukuri, 1912)[5] -- Micronésie
- Bohadschia cousteaui Cherbonnier, 1954 -- Océan Indien occidental et Mer Rouge
- Bohadschia koellikeri (Semper, 1868) -- Indo-Pacifique (rare et discontinue)
- Bohadschia maculisparsa Cherbonnier & Féral, 1984 -- Nouvelle-Calédonie
- Bohadschia marmorata Jaeger, 1833 -- Indo-Pacifique central (espèce-type)
- Bohadschia mitsioensis Cherbonnier, 1988 -- Madagascar
- Bohadschia ocellata Jaeger, 1833 -- Pacifique ouest
- Bohadschia paradoxa (Selenka, 1867) -- Hawaii
- Bohadschia steinitzi Cherbonnier, 1963 -- Mer Rouge (connue uniquement de l'holotype)
- Bohadschia subrubra (Quoy & Gaimard, 1834) -- Océan Indien occidental
- Bohadschia vitiensis (Semper, 1868) -- Indo-Pacifique

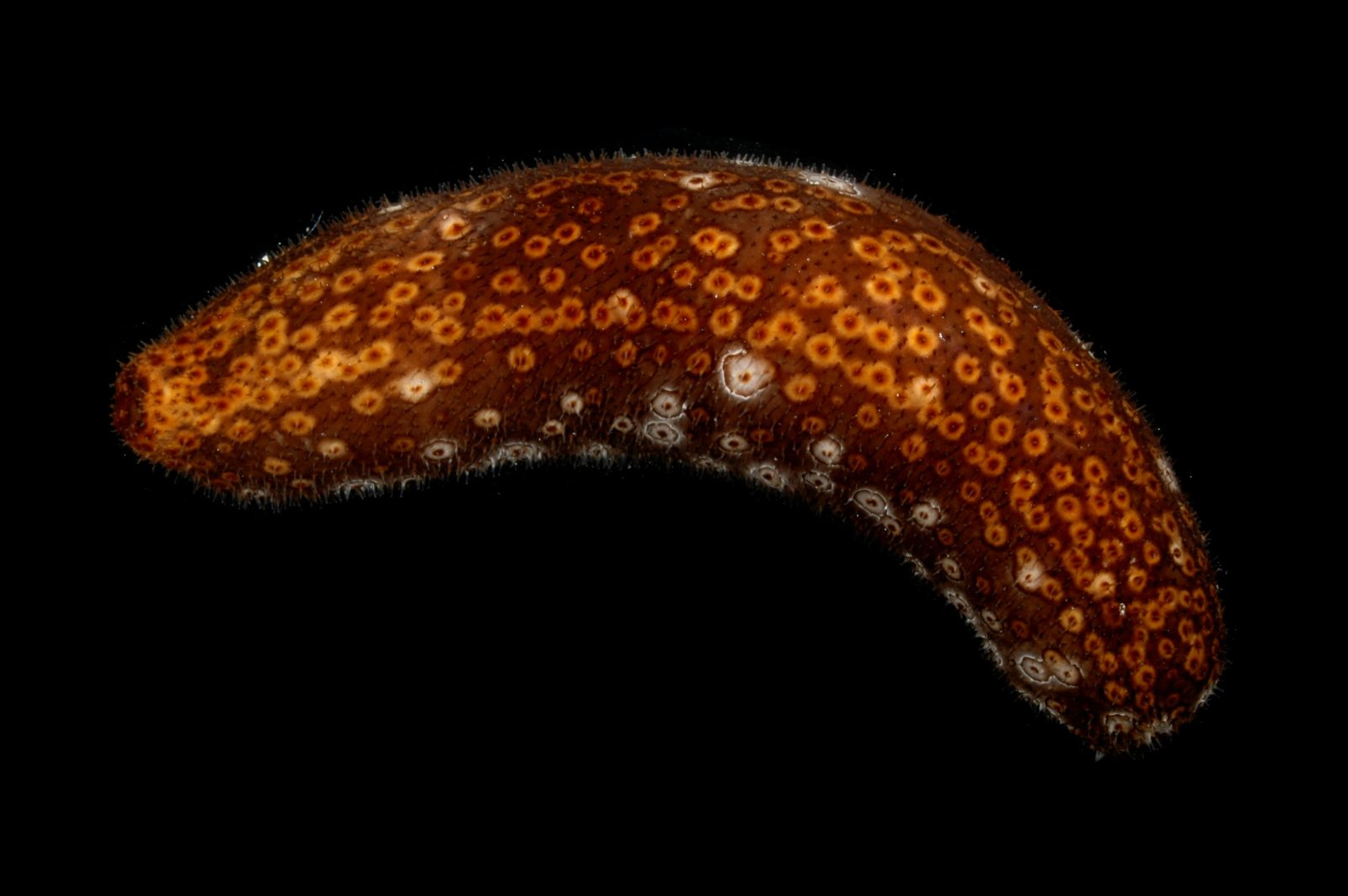
Bohadschia argus
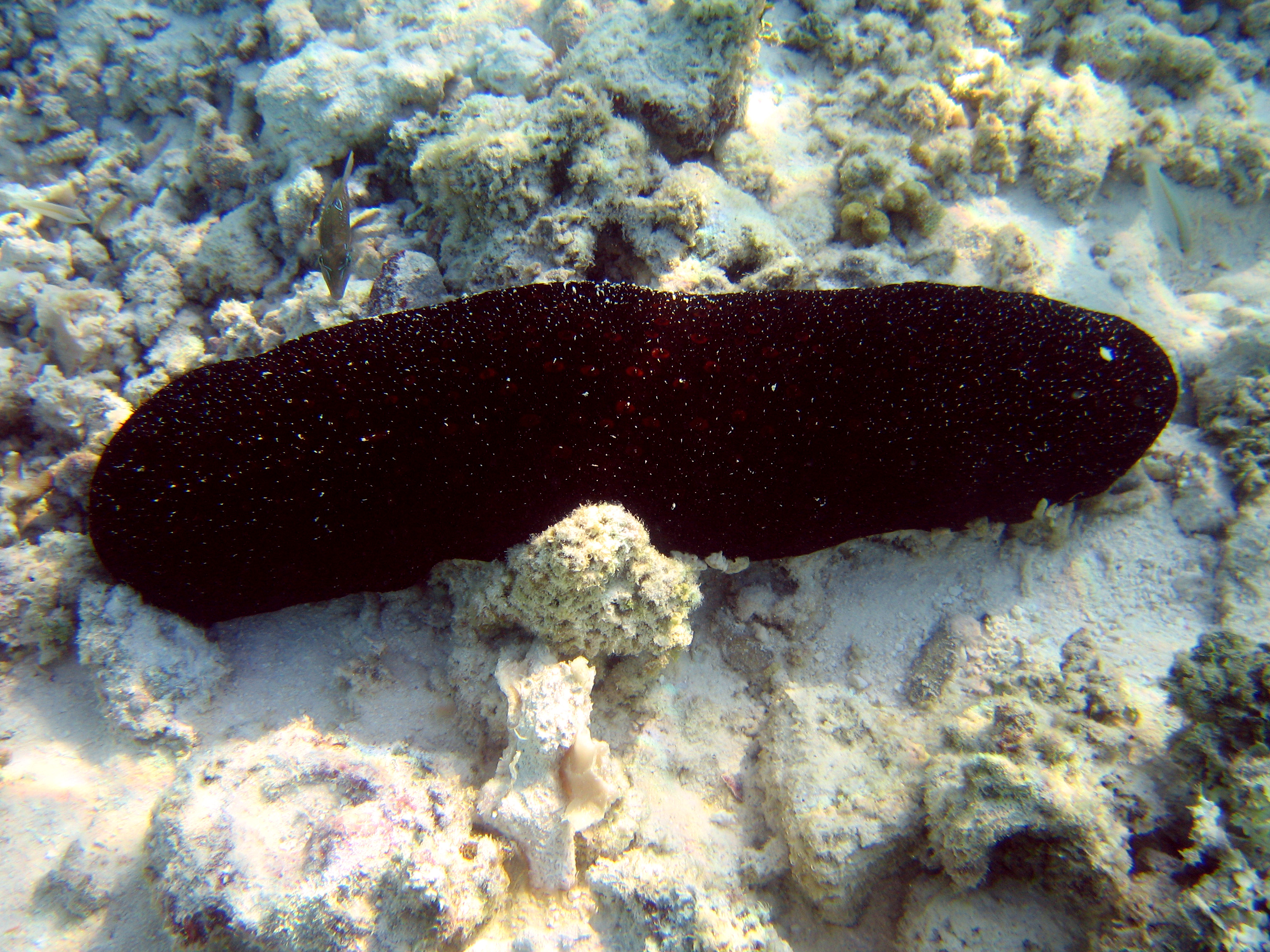
Bohadschia atra
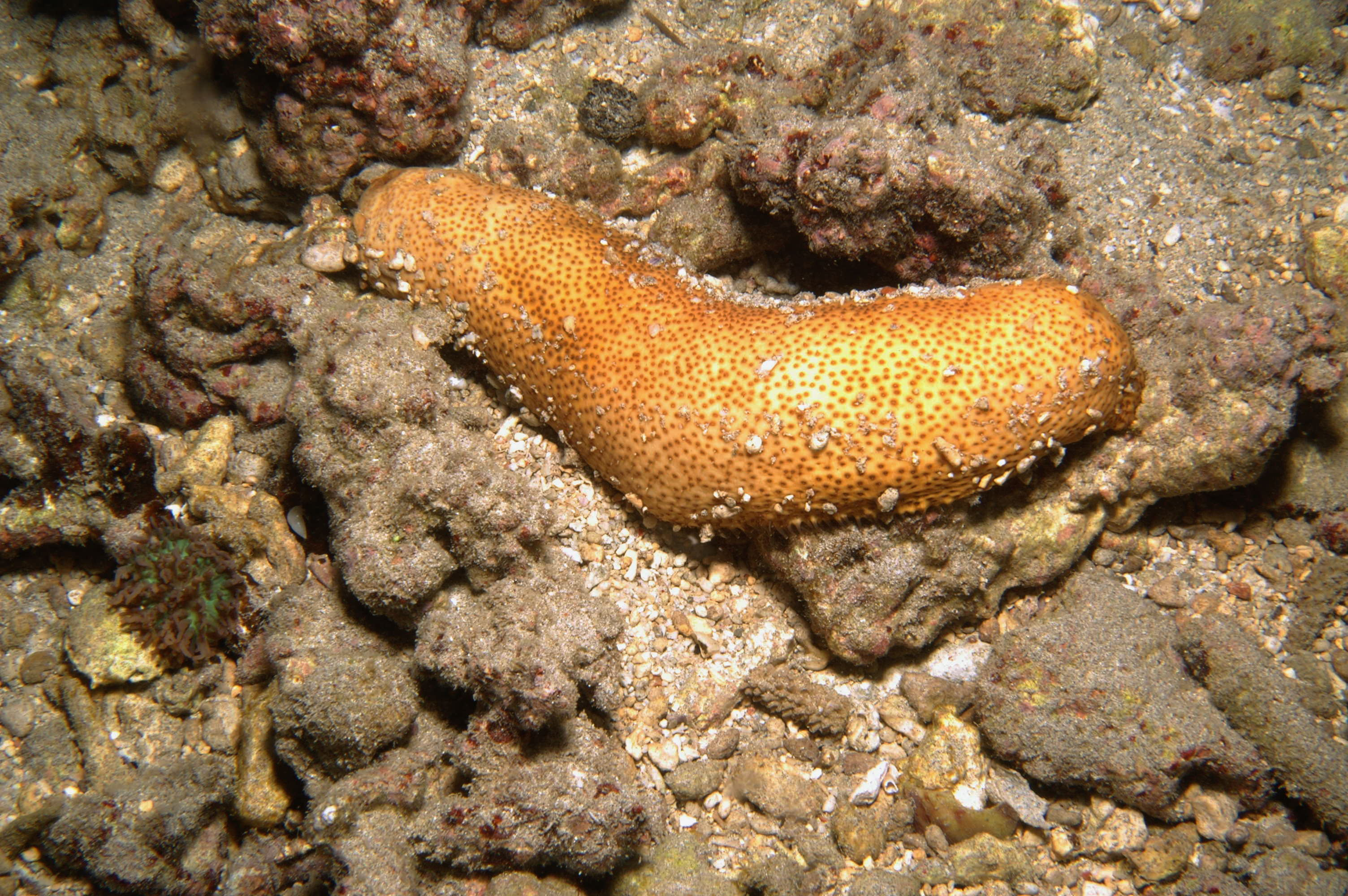
Bohadschia bivittata
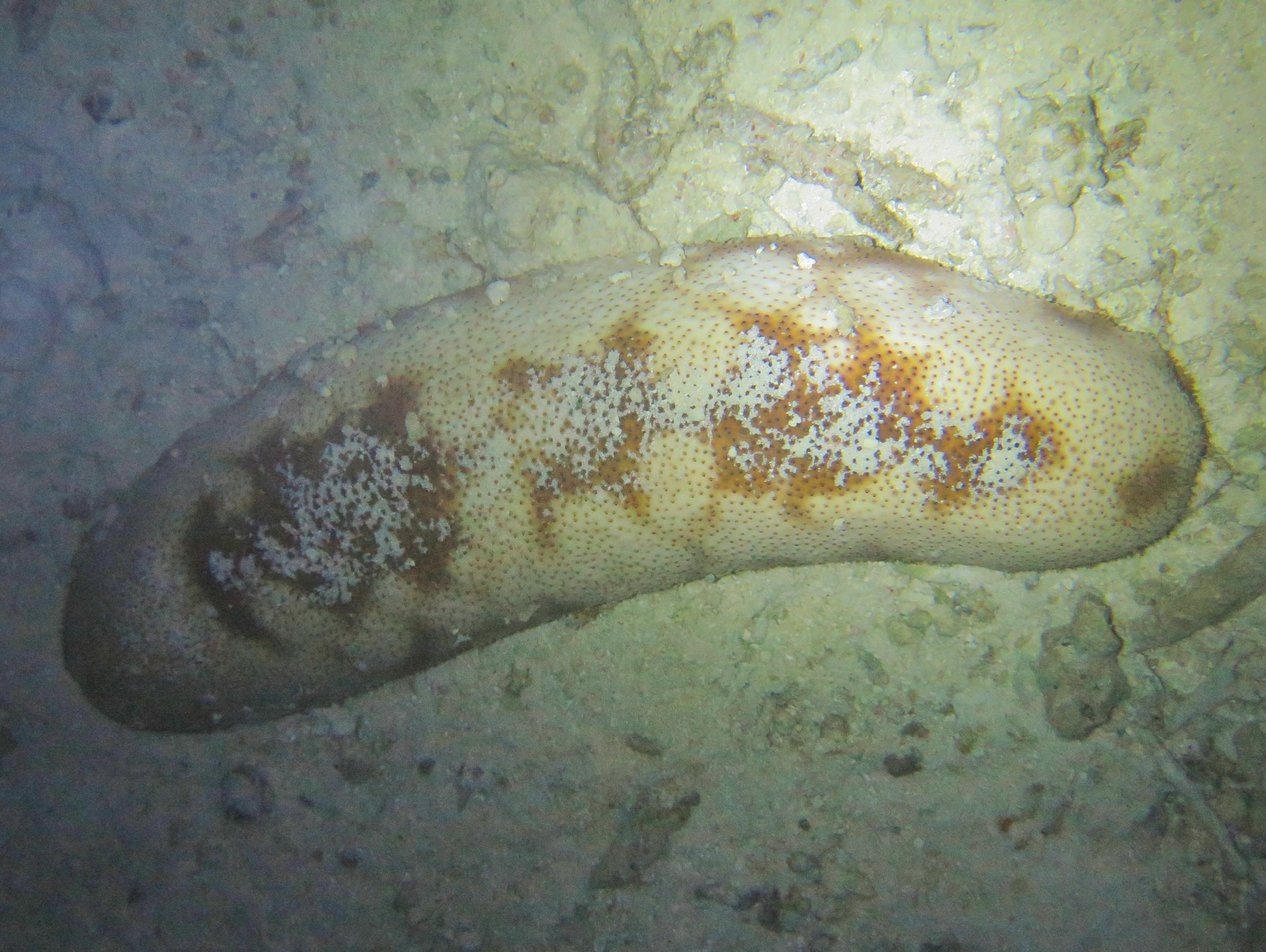
Bohadschia koellikeri
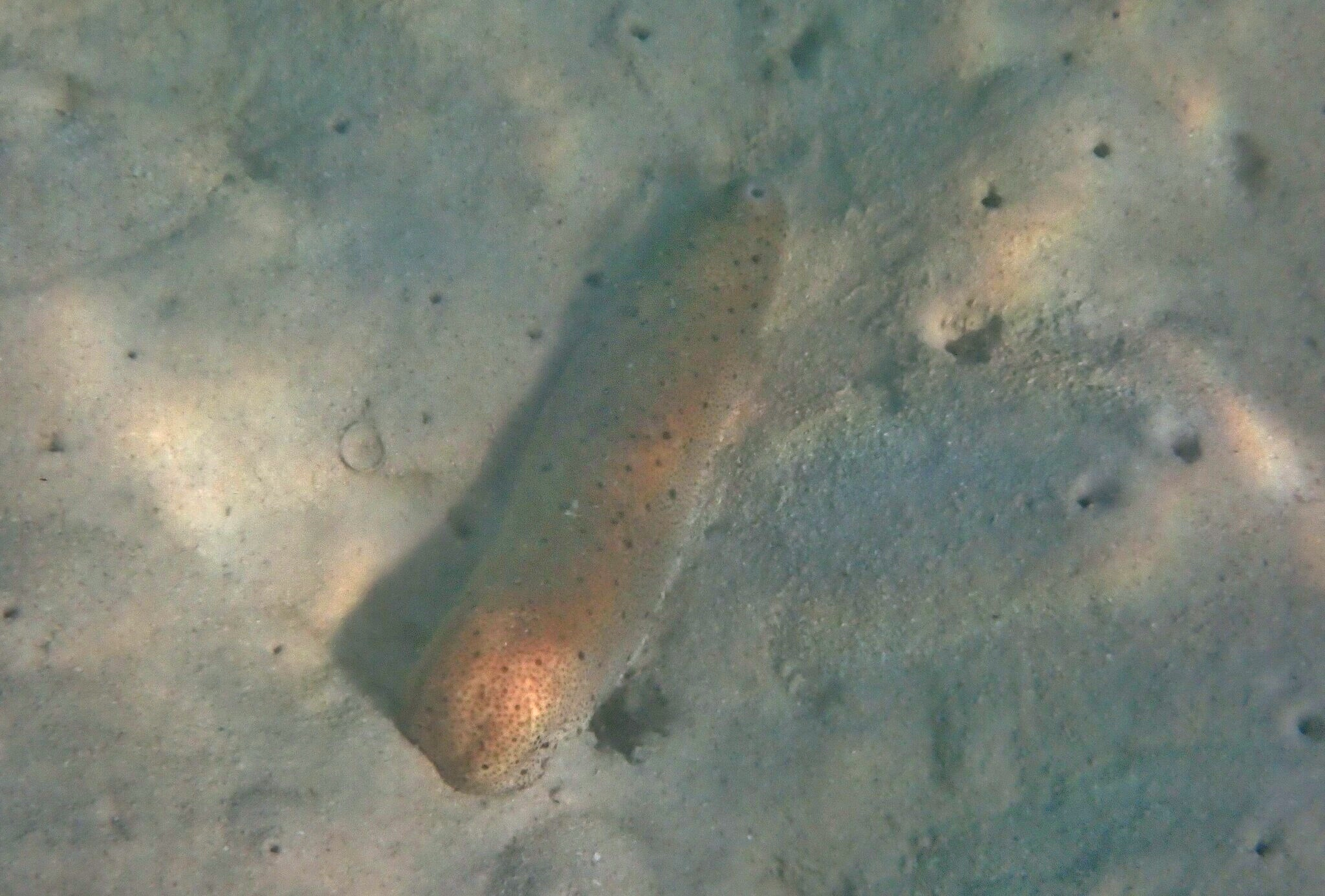
Bohadschia maculisparsa
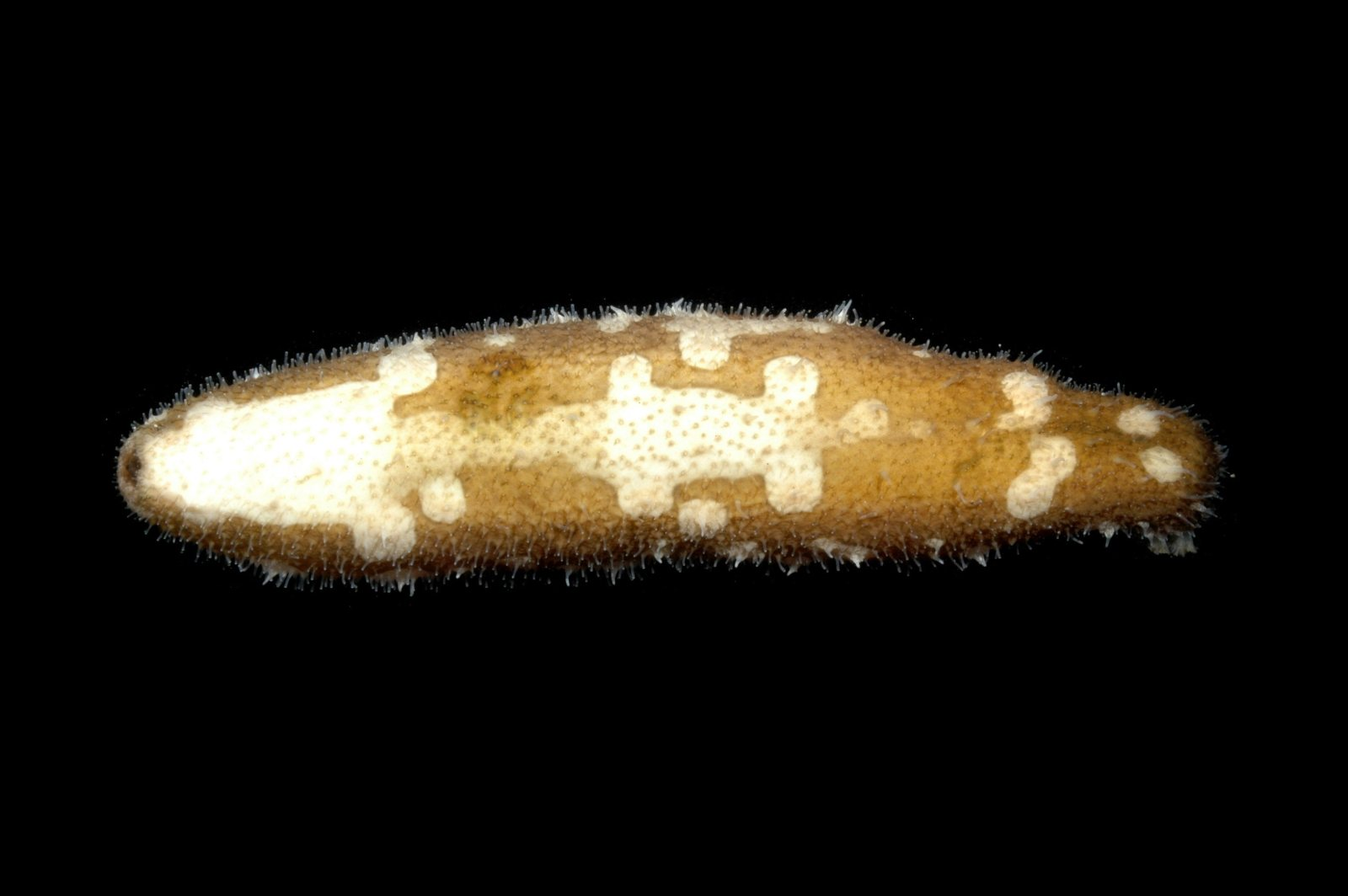
Bohadschia marmorata
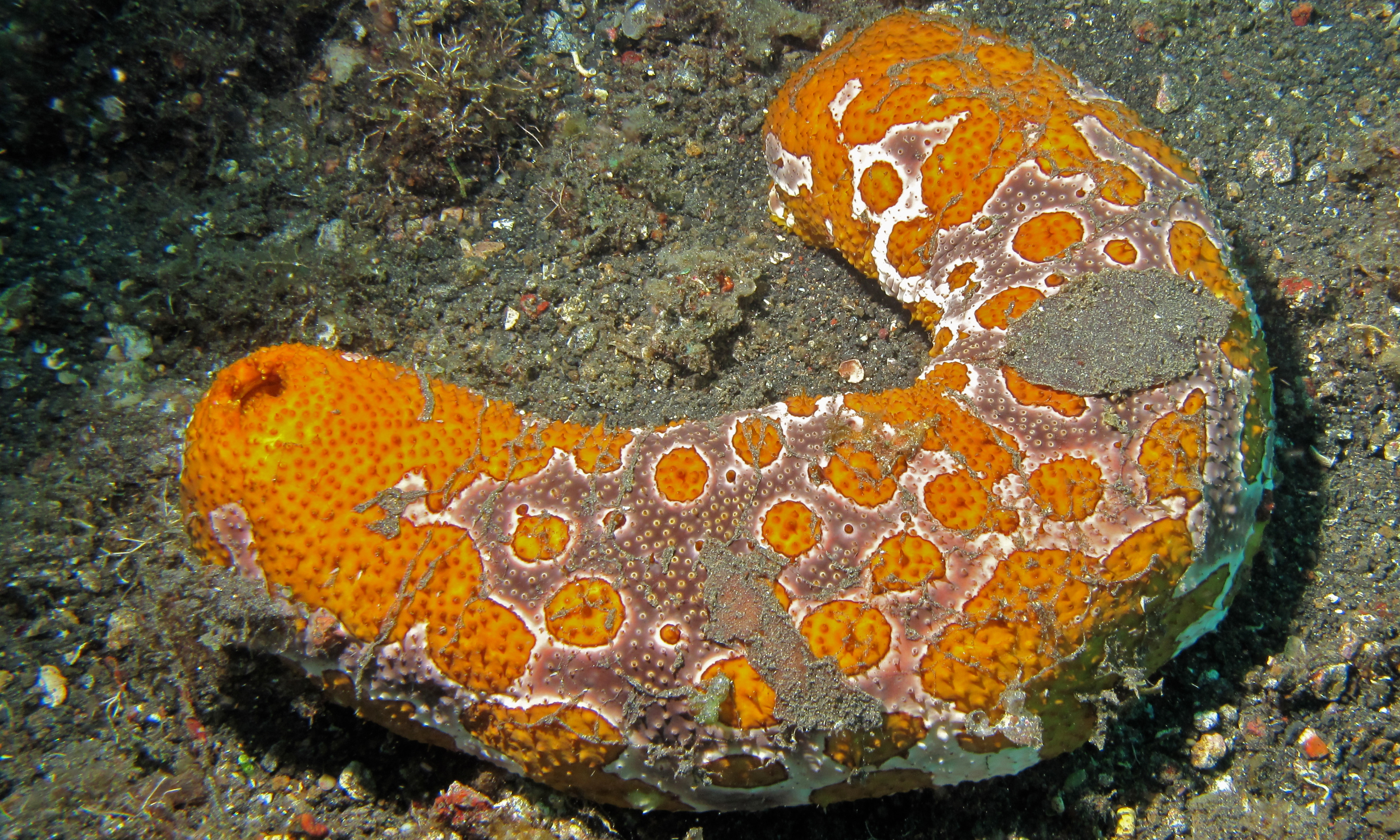
Bohadschia ocellata
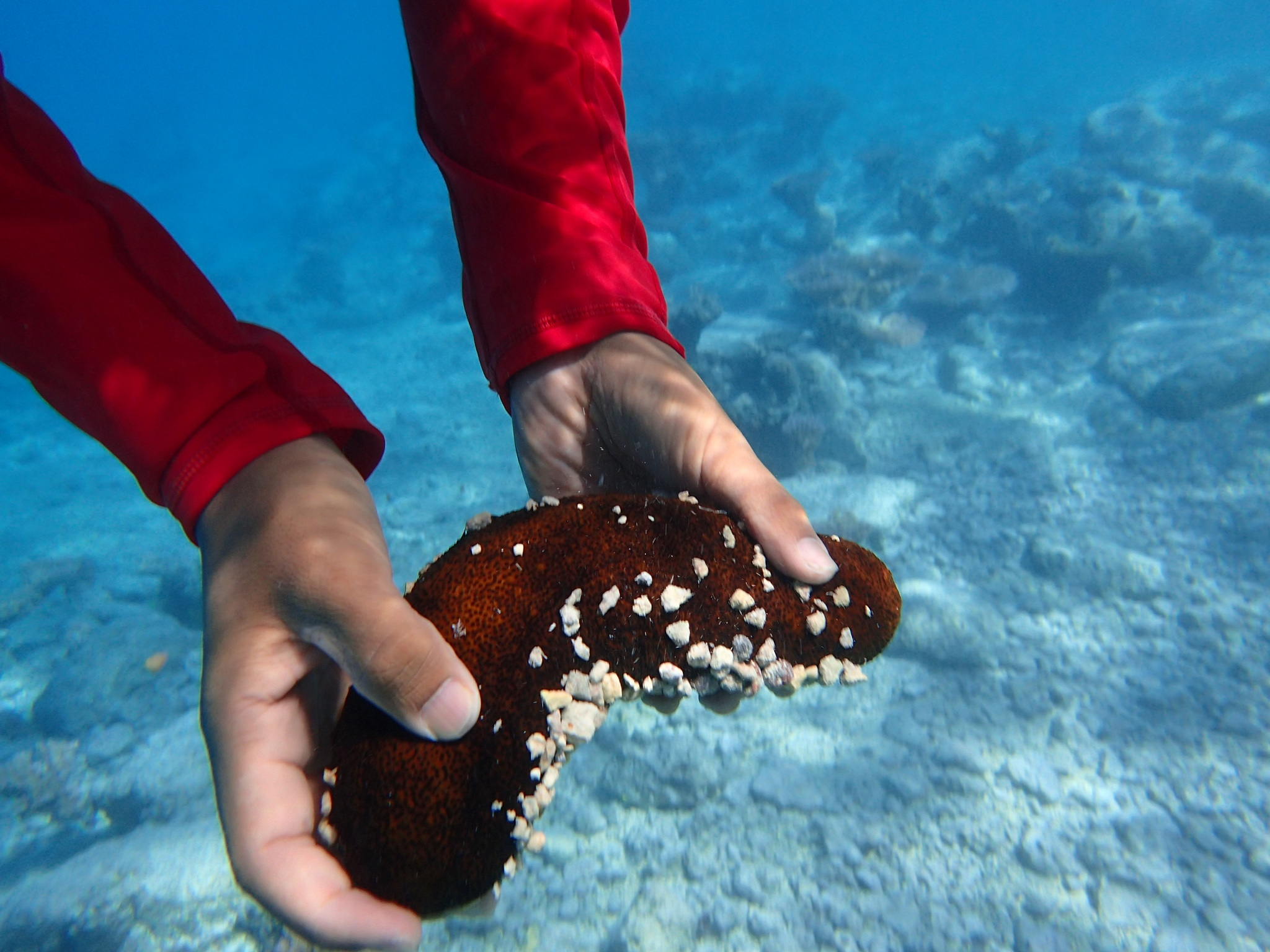
Bohadschia paradoxa
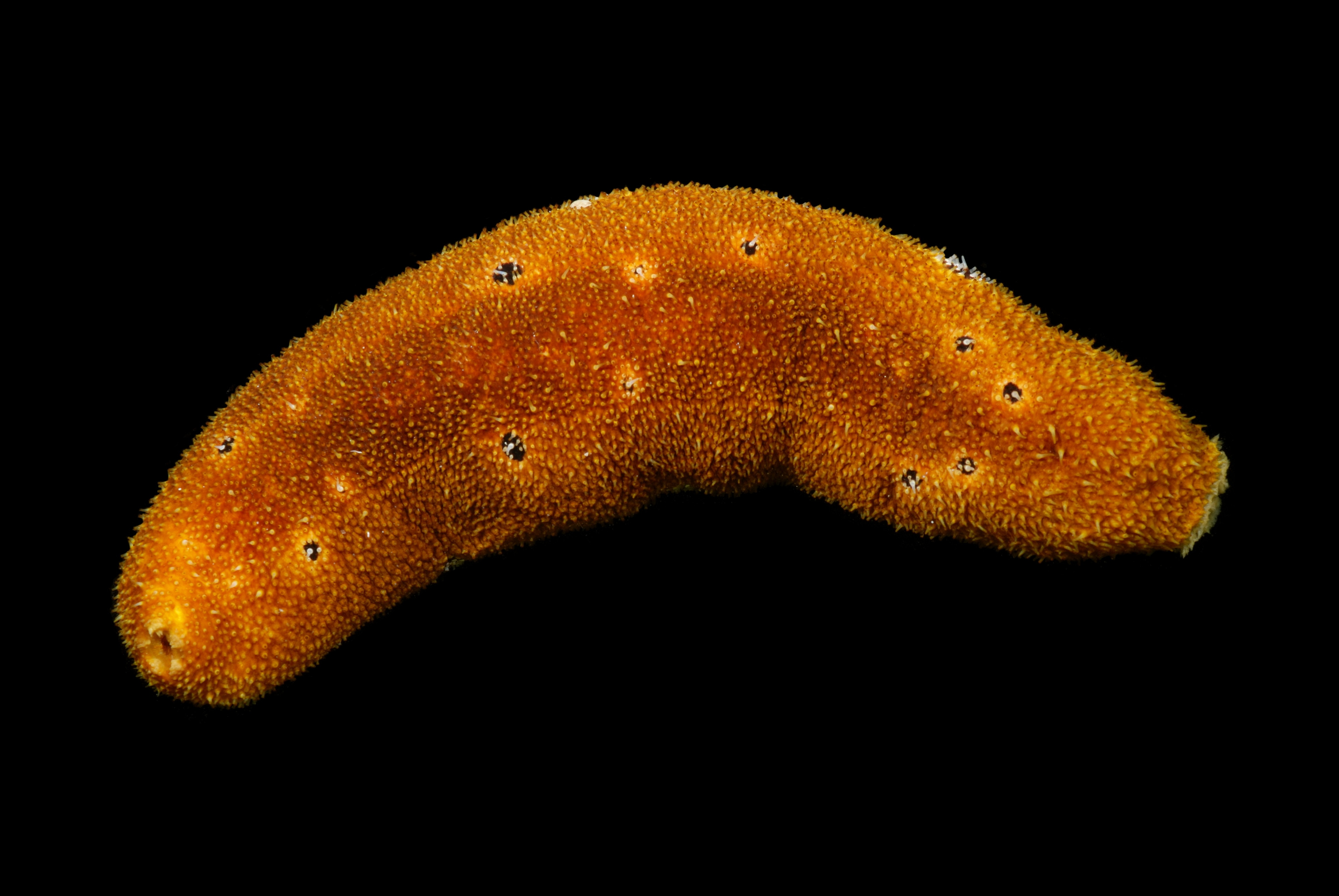
Bohadschia subrubra
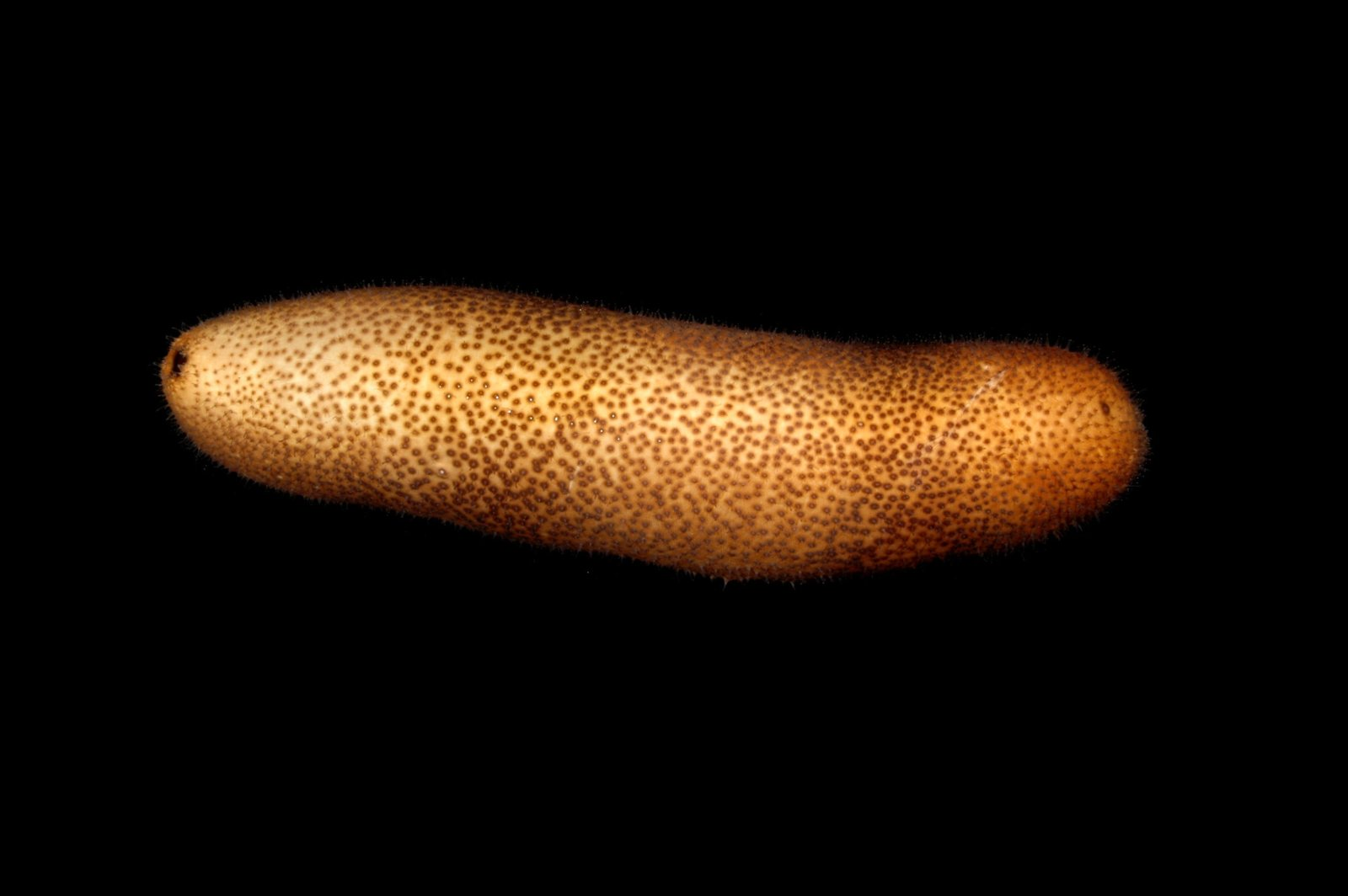
Bohadschia vitiensis